# Пьюдипай против T-Series
Соперничество между шведским видеоблогером PewDiePie и индийским музыкальным лейбом T-Series по количеству подписчиков на американском видеохостинге YouTube (известно также как Пьюдипай против T-Series (англ. PewDiePie vs T-Series)) проходило с период с 29 августа 2018 года по 28 апреля 2019 года. Событие предшествовало моменту, когда количество подписчиков T-Series стало приближаться к числу подписчиков PewDiePie в конце 2018 года, являясь тогда самым большим каналов по количеству подписчиков на видеохостинге.
Большинство зарубежных видеоблогеров выразили свою поддержку к PewDiePie, в том числе Markiplier, Jacksepticeye, MrBeast, DanTDM, KSI, H3h3Productions и Логан Пол. Многие из зрителей пытались привлечь подписчиков на его канал на YouTube разными способами, включая организованные марши и поддерживающие видеоролики на YouTube. Сторонники PewDiePie часто использовали лозунг «Subsbribe to PewDiePie». Активизм некоторых сторонников вышел за рамки законных оснований; вандализм, взлом веб-сайтов, учётных записей социальных сетей, персональных устройств и создание вредоносных программ имели место с целью побудить людей подписаться. Использование антииндийских высказываний некоторыми из его фанатов привели к тому, что несколько известных индийских пользователей YouTube публично выступили против PewDiePie и поддержали T-Series.
T-Series во многих случаях временно обгонял PewDiePie по количеству подписчиков, начиная с февраля 2019 года. 28 апреля 2019 года PewDiePie выпустил видео, призывающее своих сторонников прекратить свои усилия по сохранению его статуса канала YouTube с наибольшим количеством подписчиков, и теперь удерживается значительное лидерство по T-Series, обычно считается, что соревнование закончилось победой T-Series.
В ряде мировой общественности, данное событие именуется как «интернет-мем».

## Участники

### PewDiePie
PewDiePie (настоящее имя — Феликс Арвид Ульф Чельберг) является шведским видеоблогером. Он традиционно был известен своими видеороликами с прохождениями видеоигр. Также он является владельцем YouTube-канала, который с 2013 по 2019 год занимал первую строчку самых крупных каналов по количеству подписчиков. Его аудитория на момент соперничества была широко известна как «9-летняя армия». Официально его канал имеет статус самого первого канала, на который подписалось 50 млн подписчиков, за счёт чего он стал первым обладателем рубиновой кнопки YouTube.

### T-Series
T-Series является индийским музыкальным лейблом, основанным в 1983 году Гулшаном Кумаром. После того, как в 1997 году Гулшан Кумар был убит преступной группировкой D-Company, индийский лейбл ушёл под владением его младшего брата Кришану Кумару и сыну Бхушану Кумару. Корпорация через некоторое время зарегистрировала свой канал на YouTube, в котором публиковала индийские музыкальные клипы. После того, как T-Series смогли обогнать PewDiePie, индийский лейбл с 28 апреля 2019 года (по официальному окончанию соперничества с заявления от PewDiePie) по 2 июня 2024 года занимал первое место в мировом видеохостинге как самый крупный канал по количеству подписчиков. Также T-Series смогли первыми в истории YouTube достичь рубеж в 100 млн и 200 млн подписчиков.

## Предыстория
Конкуренция между двумя каналами началась после того, как в конце 2018 года T-Series приблизились к PewDiePie по количеству подписчиков. На этом фоне, PewDiePie 6 октября 2018 года опубликовал дисс-трек на индийский лейбл с названием «Bitch Lasagna», тем самым окончательно запустил флешмоб «Subsbribe to PewDiePie». T-Series неоднократно временно обгоняли PewDiePie по количеству подписчиков в начале 2019 года, а 27 марта 2019 года они стали каналом YouTube с наибольшим количеством подписчиков пять дней подряд, прежде чем PewDiePie вернул лидерство. Затем PewDiePie удерживал лидерство в течение 2 недель, прежде чем T-Series окончательно обогнали его 14 апреля 2019 года. А уже 29 мая 2019 года YouTube-канал T-Series достиг 100 миллионов подписчиков.

## Активизм

### Поддержка PewDiePie

#### Видеоблогеры YouTube
Первым известным блогером, поддержавшим PewDiePie, был MrBeast, который купил рекламные щиты и радиорекламу в Северной Каролине, призывая людей подписаться на канал PewDiePie. Он также снял видеоролик, на котором он произносит слово «PewDiePie» 100 000 раз за более чем 12 часов. MrBeast и его друзья посетили супербоул LIII в футболках с надписью «Sub 2 PewDiePie». Группа была широко показана в твите ESPN после того, как Стивен Гостковский пропустил мяч с игры в первой четверти.
Другие известные видеоблогеры, такие как Markiplier, Jacksepticeye и Логан Пол, снимали видеоролики или писали твиты, заявляя о своей поддержке PewDiePie в соперничестве часто под лозунгом «Subscribe to PewDiePie». Ютубер Джастин Робертс, участник группы Team 10 , купил рекламный щит на Таймс-сквер в Нью-Йорке (США), на котором было написано то же самое. Markiplier провёл ироничную прямую трансляцию, призывая своих зрителей подписаться на канал PewDiePie. Jacksepticeye вёл прямую трансляцию с той же целью, в шутку угрожая удалить свой канал, если T-Series превзойдёт PewDiePie по количеству подписчиков.
Менее медийные блогеры YouTube также продвигали PewDiePie. В ответ на рекламную кампанию MrBeast, Саймандар Вагдхаре — независимый индийский YouTube-блогер с каналом «Saiman Says», отреагировал на неё, опубликовав саркастическое видео, в котором он делает вид, что поддерживает T-Series, а позже выпустил видео, в котором вместо этого он заявляет о своей поддержке PewDiePie.
YouTube Rewind 2018: Everything Controls Rewind, видеовыпуск 2018 года из ежегодной серии YouTube Rewind, стал самым задизлайканым видеороликом на платформе после резкой негативной реакции. Одной из причин критики было отсутствие освещения конкуренции между PewDiePie и T-Series. Блогер Jaiden Animations, однако, внесла свой вклад в создание видео, и её анимация включала несколько скрытых значков и объектов, связанных с PewDiePie.

#### Взломы
Хакер под псевдонимом «HackerGiraffe» отправил задания на печать примерно на 50 тысяч уязвимых принтеров в ноябре 2018 года, а другой хакер под псевдонимом «j3ws3r» сделал то же самое примерно с 80-ю тысячами принтеров в декабре того же года. Были распечатаны сообщения: «PewDiePie в беде, и ему нужна ваша помощь, чтобы победить T-Series!» и призывы пользователей принтеров подписаться на PewDiePie, отказаться от подписки на T-Series и исправить настройки безопасности своего принтера. HackerGiraffe заявил, что он обнаружил более 800 тысяч уязвимых принтеров с помощью поисковой системы SHODAN, используемой для поиска уязвимых устройств. В январе 2019 года более 65 тысяч потоковых ключей Chromecast от Google были взломаны HackerGiraffe и j3ws3r, в результате чего на смарт-телевизорах появилось сообщение, призывающее людей подписаться на PewDiePie и изменить настройки безопасности. Однако, несмотря на положительные отзывы некоторых людей, один из хакеров анонимно рассказал изданию BBC News, что у него случился срыв из-за перспективы тюремного заключения и гневных сообщений, призывающих его покончить жизнь самоубийством, но он не пожалел.  Также в январе 2019 года десятки камер Nest были скомпрометированы хакером под псевдонимом «SydeFX» с использованием вброса учётных данных, который разговаривал с жертвами через камеры, требуя от них подписки на PewDiePie.
Взломы не ограничивались аппаратными обеспечениями. В декабре 2018 года один из веб-сайтов The Wall Street Journal был взломан, чтобы разместить сообщение с извинениями за статьи, обвиняющие PewDiePie в антисемитизме, и призывать читателей подписаться на его канал на YouTube. Хакер j3ws3r также взломал веб-сайт T-Series с помощью атаки типа «отказ в обслуживании». В феврале 2019 года один из хакеров взломал учётную запись в Twitter мэра Тампы (Флорида, США) Боба Бакхорна для публикации вредоносных твитов, один из которых побуждал пользователей подписаться на PewDiePie. 22 марта 2019 года пользователь субреддита разработал вымогательную программу про PewDiePie под названием PewCrypt, которая шифровала файлы на компьютерах с Microsoft Windows. Злоумышленник утверждал, что выпустит ключ дешифрования, когда PewDiePie достигнет отметки в 100 миллионов подписчиков, однако автор заявил, что, если T-Series первой поставит эту цель, инструмент дешифрования будет удалён навсегда.

#### Разное
4 ноября 2018 года группа молодых фанатов начала раздавать плакаты в Дакке (Бангладеш) в поддержку PewDiePie. 27 февраля 2019 года баскетбольный клуб «Жальгирис» из Каунаса (Литва) во время тайм-аута болельщицы исполнили дисс-трек на T-Series от PewDiePie под названием «Bitch Lazagna».
В поддержку PewDiePie было проведено несколько маршей. 27 февраля 2019 года в Таллине (Эстония) прошёл парад в поддержку PewDiePie. В марше, который прошёл через старый город Таллина и другие оживленные районы центра города, приняли участие до нескольких сотен человек. Во время пограничного конфликта между Индией и Пакистаном 2019 года, компания T-Series удалила со своего канала на YouTube всю музыку пакистанских поп-исполнителей. В ответ в Пакистане прошёл марш, где протестующие держали плакаты с надписью «Отказаться от подписки на T-Series» и выражали свою поддержку PewDiePie. 10 марта 2019 года в Москве прошёл митинг за свободу интернета, координируемый Либертарианской партией России. Во время митинга протестующие воспроизводили дисс-трек «Bitch Lazagna» и держали таблички с надписью «Sub to PewDiePie».
12 марта 2019 года разработчик инди-игр Томас Браш выпустил на itch.io видеоигру по мотивам PewDiePie vs T-Series под названием Zero Deaths, действие которой происходит в постапокалиптическом сеттинге, где PewDiePie должен защитить свою жену Марцию Чельберг от фейков, известных как «суб-ботов».
29 апреля 2019 года над Нью-Йорком (США) пролетел самолёт с прикреплённым баннером с надписью «Subscribe to PewDiePie». Более 21 000 человек посмотрели прямую трансляцию PewDiePie на DLive, показывающую, как самолёт с баннером пролетает над городом. Во время прямой трансляции PewDiePie сказал, что это событие (которое произошло после его просьбы прекратить усилия против T-Series) было «хорошим небольшим завершением» мема «Subscribe to PewDiePie». Полёт и баннер стоимостью более 4,5 тысяч долларов США были профинансированы фанатами PewDiePie.
Правая популистская Партия независимости Великобритании заявила о своей поддержке PewDiePie в своём аккаунте в Twitter. В интервью Кевину Рузу из The New York Times в октябре 2019 года Чельберг сказал о поддержке UKIP:
Забавно, как политическая партия публикует сообщения о мемах, но это также что-то вроде того, эх, не втягивайте меня в свою политику.PewDiePie

#### Преступные действия
Хотя PewDiePie посоветовал своим поклонникам не делать «ничего противозаконного» в своей деятельности, некоторые сторонники совершали преступные акты вандализма, чтобы распространить мем «Subscribe to PewDiePie». В марте 2019 года Бруклинский военный мемориал подвергся вандализму, нанеся граффити с надписью «Subscribe to PewDiePie». Департамент парков и отдыха города Нью-Йорка заявил, что его уберут. Позже PewDiePie осудил эту акцию, и заявил, что сделал пожертвование парку. Ещё один случай вандализма произошёл за два дня до этого, когда на территории школы в Оксфорде (Великобритания), было написано «SUB 2 PEWDIEPIE».
В моменты, предшествовавшие стрельбе в мечети Крайстчерча 15 марта 2019 года, преступник сказал в прямом эфире Facebook: «Помните, ребята, подпишитесь на PewDiePie», во время произведения стрельбы. По мнению PewDiePie, после этого момента, соперничество с T-Series за титул самого крупного канала на YouTube по количеству подписчиков и «интернет-мем» «Subscribe to PewDiePie» должен был закончиться, что и произошло в итоге.

### Поддержка T-Series
Соперничество между PewDiePie и T-Series привлекло больше внимания в Индии из-за неоднозначных действий PewDiePie и его фанатов. Дисс-трек PewDiePie «Bitch Lazagna» содержал некоторые уничижительные тексты об индийском народе, которые некоторые индийцы сочли оскорбительными. Многие фанаты PewDiePie рассылали негативный спам и троллили канал T-Series, включая заваливание видео T-Series комментариями, связанными с PewDiePie, неприязнь к видео и пометку их видео как ложных сообщений. Ряд поклонников и сторонников PewDiePie также делали антииндийские высказывания и использовали расовые оскорбления.
Действия таких фанатов привели к тому, что несколько независимых индийских пользователей YouTube заявили о своём несогласии с PewDiePie и поддержке T-Series. В ноябре 2018 года индийский комик и ютубер Джус Рейн опубликовал видеоролик, где он рассказывает о T-Series, упоминает о своём детстве, слушая их музыку, и показывает короткое музыкальное видео в конце, посвящённое T-Series. В ответ на дисс-трек PewDiePie «Bitch Lasagna» несколько индийских пользователей YouTube ответили своими дисс-треками на языке хинди против PewDiePie. Tatva K выпустил свой дисс-трек «Pew Ki Pie» в ноябре 2018 года, а Асиф Бантайе выпустил свой дисс-трек «PENDUBHAI» в декабре 2018 года. 1 января 2019 года индийский ютубер CarryMinati выпустил дисс-трек под названием «Bye PewDiePie», который собрал почти 5 миллионов просмотров за 24 часа.

## Реакция

### PewDiePie
В августе 2018 года PewDiePie опубликовал видеоролик под названием «THIS CHANNEL WILL OVERTAKE PEWDIEPIE! LWIAY #0046», в котором он в шутку сплотил своих поклонников против T-Series. В видео также упоминается боксёрский поединок KSI против Логана Пола на YouTube, в котором также участвовало соперничество между двумя крупными пользователями видеохостинга. 5 октября 2018 года PewDiePie в сотрудничестве с музыкантом Party in Backyard опубликовал дисс-трек против T-Series под названием «Bitch Lasagna». Название песни отсылает к вирусному скриншоту Facebook Messenger, на котором индиец на ломаном английском требует фотографии обнажённой женщины с Запада, а когда его запросы остаются без ответа, обращается к ней как «сучья лазанья». В песне он оскорбляет T-Series и их видеоконтент, ссылается на современные индийские стереотипы и обвиняет компанию в использовании ботов для получения ложных подписок.
После того, как его спросили о его «серьёзном мнении» по поводу ситуации, PewDiePie сказал: «Меня не волнует T-Series, правда, нет, но я думаю, что если YouTube действительно изменится в сторону, где он будет чувствовать себя более корпоративным, [тогда] его место займёт что-то другое, я думаю, людям настолько нравится эта связь, что я думаю, что просто появится что-то ещё, если оно покажется слишком корпоративным». Он также обвинил YouTube в отсутствии поддержки отдельных пользователей YouTube. В интервью Metro в ноябре 2018 года PewDiePie сказал, что он «удивлён, что никто не выступил раньше», имея в виду T-Series, конкурирующих за место с наибольшим количеством подписчиков.
В декабре 2018 года PewDiePie снял видео с призывом к своим зрителям поддержать индийскую неправительственную организацию Child Rights and You в ответ на антииндийские настроения некоторых его поклонников. В видео Чельберг говорит: «Больше никакой "чёрной Индии", давайте [вместо этого] поможем Индии». Он собрал 173 682 фунта стерлингов, включая пожертвование создателя Minecraft Маркуса Перссона, а также на следующий день провёл благотворительную прямую трансляцию.
3 февраля 2019 года PewDiePie вёл прямую трансляцию игры в Fortnite на YouTube, пытаясь помешать T-Series превзойти его. Позже он провёл ещё две прямые трансляции с той же целью, в одном случае играя в Roblox, и в Minecraft в другом.
27 марта 2019 года T-Series обогнали PewDiePie по подписчикам. После этого PewDiePie предложил через Twitter, что «победителем» соперничества станет тот, кто первым наберёт 100 миллионов подписчиков. 31 марта он опубликовал оптимистичный синти-поп/хип-хоп музыкальный клип с ютуберами RoomieOfficial и Boyinaband под названием «Congratulations», в котором саркастически поздравил T-Series с тем, что они превзошли его. В музыкальном видео PewDiePie высмеивает, как T-Series отправили ему письмо с просьбой о прекращении противоправных действий, в котором утверждается, что его действия и текст песни «Bitch Lasagna» носят клеветнический характер. В видео также критикуется T-Series за предполагаемое уклонение от уплаты налогов и тот факт, что компания была основана за счёт продажи пиратских песен. После того, как PewDiePie загрузил песню, он вернул себе первое место в гонке.
28 апреля 2019 года PewDiePie опубликовал видеоролик с названием «Ending the Subscribe to Pewdiepie Meme», в котором попросил зрителей прекратить использование мема «Subscribe to PewDiePie», заявив, что он «начался с любви и поддержки» и нужно «закончить на этом». Он также обсудил психологический ущерб, который нанесло ему упоминание его имени стрелком из Крайстчерча, заявив, что «то, что моё имя связано с чем-то настолько невыразимо мерзким, повлияло на меня в большей степени, чем я показал. Я не хотел сразу говорить об этом, и я не хотел уделять террористу больше внимания. Я не хотел, чтобы это касалось меня, потому что я не думаю, что это имеет какое-либо отношение ко мне. Откровенно говоря, я не хотел, чтобы ненависть победила… Но теперь для меня ясно, что движение "Подписывайтесь на PewDiePie" должно было закончиться тогда».
PewDiePie написал в Twitter, что ему «тошно» от того, что злоумышленник произнёс его имя, и выразил соболезнования близким жертв. Те, кто способствовали популяризации мема, например Итан Кляйн, были возмущены тем, что эта фраза была использована злоумышленником как призыв к оружию, и призвали людей прекратить распространение мема. Исполнитель стрельбы в синагоге Пауэй 27 апреля 2019 года также упомянул PewDiePie, заявив без доказательств, что стрельба была спланирована и профинансирована PewDiePie.
После стрельбы в Крайстчерче в 2019 году Кевин Руз из The New York Times написал, что цель преступника, сказавшего «подписаться на PewDiePie» во время прямой трансляции нападения, «возможно, заключалась в том, чтобы втянуть популярного интернет-деятеля в беспокойную игру с обвинениями и разжечь политическую напряжённость». Новостной канал CNN-News18 сообщил в твите, в котором предостерёг, что предполагаемым последствием стрельбы было то, что ненавистники PewDiePie будут склонны винить PewDiePie, а не стрелка, чтобы «продвигать политическую программу [обвинителей]».

### T-Series
В сентябре 2018 года президент компании T-Series и глава её цифрового подразделения Нирадж Калян заявил: «Для всех индийцев это предмет гордости, что индийский канал YouTube скоро станет крупнейшим в мире каналом на YouTube». Он также обратился к поклонникам PewDiePie, заявив: «Никакое количество спама не сможет сдержать силу хорошей музыки». Калян далее добавил, что зарубежная аудитория канала увеличилась в результате гонки подписчиков, заявив: «Люди на Западе или на Востоке, вплоть до Японии, даже не знали о нас. Теперь они знают о нас из-за всех этих противостояний».
Председатель и управляющий директор T-Series Бхушан Кумар, сын покойного основателя корпорации Гульшана Кумара, рассказал BBC News в декабре 2018 года, что никогда не слышал о PewDiePie до «несколько месяцев назад». Он заявил, что его «действительно не беспокоит эта гонка», и выразил недоумение по поводу того, что PewDiePie «относится к этому так серьёзно», добавив, что они «не конкурируют с ним». В феврале 2019 года The Washington Post сообщила, что Кумар сказал: «Теперь все знают T-Series во всём мире. Если бы мы сами стали номером один, никто бы о нас не узнал».
6 марта 2019 года Кумар написал в Twitter: «Мы находимся на грани того, чтобы стать крупнейшим в мире каналом на YouTube. Мы можем творить историю. Мы можем помочь Индии победить. Подпишитесь на T-Series», опубликовав видео, призывающее индийцев подписаться на канал их лейбла. В видео он заявил: «Это историческое движение для всех нас, поэтому давайте соберёмся вместе и подпишемся на канал T-Series на YouTube и сделаем Индию гордой».
В апреле 2019 года T-Series обратились в Верховный суд Индии с просьбой удалить дисс-треки PewDiePie с YouTube. Несмотря на заявление PewDiePie о том, что они были «сделаны для развлечения», 8 апреля 2019 года суд вынес временный судебный запрет в пользу T-Series. В жалобе на Чельберга утверждалось, что его песни были «клеветническими, пренебрежительными и оскорбительными». Также, в жалобе было отмечено, что комментарии к видео носили «оскорбительный, вульгарный, а также расистский характер». Доступ к дисс-трекам на YouTube заблокировали в Индии. В августе 2019 года сообщалось, что T-Series и PewDiePie урегулировали свои юридические споры во внесудебном порядке.
В интервью Сангите Танвар из Quartz India в мае 2019 года, когда Бхушану Кумару задали вопрос: «Что для вас значит быть каналом номер один на YouTube? Помогает ли это бизнесу?», он сказал:
Мы никогда не боролись за то, чтобы стать номером один или два с кем-либо. Но всё время были эти саркастические комментарии от PewDiePie. И именно так мы решили ответить на комментарии. Я запустил кампанию #BharatWinsYouTube, добиваясь большего количества подписок от индийцев. Для нас этот статус не приводит к каким-либо изменениям на коммерческом фронте. Однако он меняет представление о том, кем мы являемся. Благодаря этим разработкам T-Series получает повышение: страны, где люди раньше не смотрели наш канал.Бхушан Кумар

### YouTube
Ссылаясь на рост популярности T-Series на YouTube, управляющий директор видеохостинга в Азиатско-Тихоокеанском регионе Гаутам Ананд рассказал The New York Times: «По мере того, как появлялось всё больше и больше Индии, видео становилось способом взаимодействия с Интернетом», отметив, что 85% индийских интернет-пользователей использовали YouTube. Далее он добавил: «Даже если вы неграмотны, вам всё равно нравится смотреть видео» и отметил: «Индия — действительно яркое пятно. Это один из самых быстрорастущих рынков даже в Азии».
14 декабря 2018 года YouTube удалил с платформы большое количество ботов и неактивных подписчиков. Изменение повлияло на количество подписчиков обоих каналов конкурса: PewDiePie потерял более 55 000 подписчиков, а T-Series потеряли более 220 000 подписчиков на своём основном канале.

### СМИ
Энтони Катбертсон из The Independent охарактеризовал это соперничество как изменение в том, как авторитетные медиакомпании относятся к YouTube. Ношин Икбал из The Guardian охарактеризовал T-Series как «претендента с улиц Дели», имея в виду происхождение её основателя Гульшана Кумара, который был продавцом фруктовых соков, когда основал компанию.
Аджа Романо из Vox отметила, что конкуренция представляет собой растущий разрыв между субкультурами на YouTube: с одной стороны были создатели, которые на протяжении всей истории YouTube создавали свои собственные каналы, а с другой — корпорации, которые использовали YouTube как платформу для рекламы своих шоу на внешних платформах.
Патрисия Эрнандес из The Verge сравнила это соперничество с боксёрским поединком KSI против Логана Пола. Она описала антагонизм PewDiePie как «всё для галочки» и заявила, что «соперничество играет огромную роль на YouTube, потому что оно даёт зрителям повествование, в котором псевдогерои и злодеи существуют с низкими (если таковые имеются) ставками».
The Washington Post сообщило, что успех T-Series отражает быстрый рост Интернета в Индии: число индийцев, имеющих доступ к Интернету, увеличилось с 20 миллионов в 2000 году до 560 миллионов в 2018 году. The Post отметило, что Индия стала вторым крупнейшим рынком мобильных телефонов в 2018 году, а также рассказало о планах мобильной передачи данных в Индии, отметив важность голосовых технологий из-за низкого уровня грамотности в Индии. Журналист Рави Агравал заявил, что Индия быстро перешла к дешёвым мобильным телефонам, пропустив более медленные первоначальные технологические достижения на Западе. Vice сообщило, что успех T-Series заключается в ориентации на региональную аудиторию и отсутствии конкурентов в онлайн-музыке в Индии.

## Последствия
С 14 апреля 2019 года индийский лейбл T-Series после обгона PewDiePie на протяжении более 5 лет являлся самым крупным каналом по количеству подписчиков на YouTube. Однако, в начале 2024 года были неоднократные предпосылки, что MrBeast сможет обогнать корпорацию по количеству подписчиков и фактически возглавить видеохостинг. Спустя несколько месяцев, 2 июня 2024 года, MrBeast смог успешно обогнать T-Series. MrBeast также перед этим событием смог побить несколько раз свои личные рекорды по активному росту своего канала. Лишь за 1 день MrBeast смог подписать на свой канал свыше 2 миллионов человек, а за 1 неделю — 9 миллионов. По состоянию на июль 2024 года канал PewDiePie насчитывает 111 миллионов подписчиков, занимая при этом 8-е место в списке самых больших каналов по количеству подписчиков, уступая MrBeast, T-Series, Cocomelon, Sony Entertainment Television, Kids Diana Show, Like Nastya и Vlad and Niki.
5 августа 2023 года MrBeast опубликовал на своей странице в X (бывшем Twitter): «Я делаю это для PewDiePie», при этом показав разницу подписчиков между своим каналом и каналом T-Series. The Indian Express сообщила, что этот комментарий возобновит «битву за самый популярный канал на YouTube». После того, как MrBeast смог обогнать T-Series, он опубликовал свою реакцию, заявив, что он «наконец-то отомстил за PewDiePie».

### Комментарии
1. ↑  Также часто используется Словосочетание «Subscribe 2 PewDiePie» и «SUBS2PEWDIEPIE».
2. ↑  Согласно шведско-русской практической транскрипции правильная передача фамилии — Чельберг
3. ↑  В переводе на русский язык — «ЭТОТ КАНАЛ ОБГОНИТ PEWDIEPIE».
4. ↑  В переводе на русский язык — «Сучья Лазанья».
5. ↑  В переводе на русский язык — «Поздравления».
6. ↑  В переводе на русский язык — «Прекращение Подписки на Мем Pewdiepie».